# Jean-Baptiste Sipido
Jean-Batiste Victore Sipido (20 décembre 1884 - 20 août 1959) est un anarchiste belge qui, le 4 avril 1900, tente d'assassiner le prince de Galles, futur roi Édouard VII.

## Tentative d'assassinat de la Gare du Nord

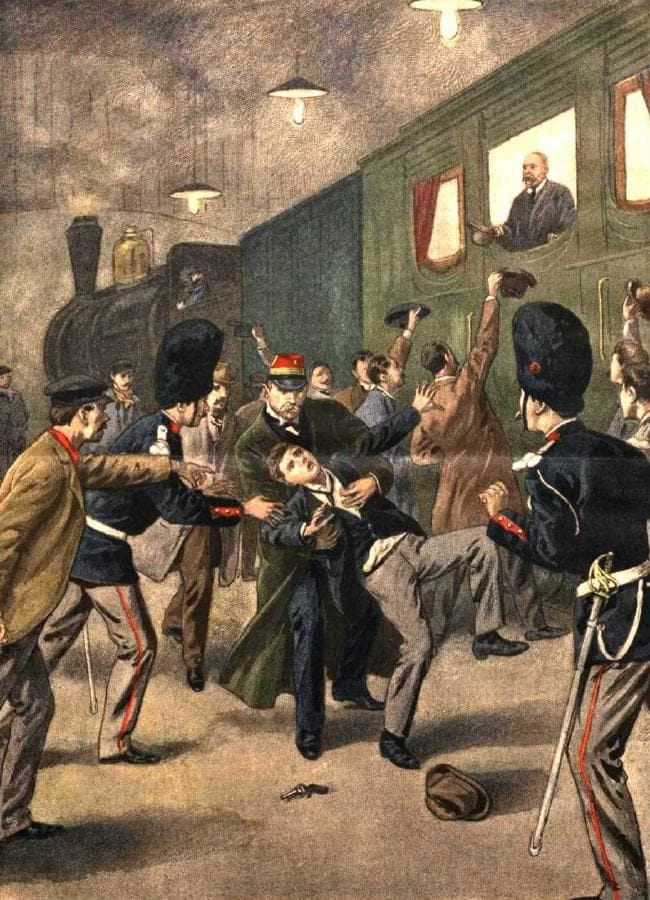
L'attaque contre le prince de Galles à Bruxelles par Sipido (couverture du Le Petit Journal du 22 avril 1900).

Le 4 avril 1900, à 15 ans et demi, Jean-Baptiste Sipido tente d'assassiner le prince de Galles à la Gare du Nord de Bruxelles. Lorsque le train sort de la gare, il tire à deux reprises par la fenêtre de la voiture royale, mais sans toucher sa cible.
Sipido justifie la tentative d'assassinat en accusant le prince de Galles d'être à l'origine de milliers de morts durant la seconde guerre des Boers.

## Crise politique et diplomatique
Mineur, Jean-Baptiste Sipido est acquitté par la cour d'assises du Brabant le 5 juillet 1900 et remis en liberté. Cela déclenche une crise politique et diplomatique. Il est mis à la disposition du gouvernement jusqu'à sa majorité, mais il réussit à quitter la Belgique pour la 
France. De longues négociations ont lieu entre les autorités des deux pays et Sipido est livré aux autorités belges[Quand ?]. Cela entraîne une crise politique en France et la chute du ministre de la Justice, Ernest Monis.
Sipido termine sa carrière professionnelle comme directeur technique et commercial de la Société générale des coopératives socialistes belges, avant de se retirer à Cagnes-sur-Mer, dans le département des Alpes-Maritimes, en France.